# Saša Peršon
Saša Peršon (født 28. februar 1965 i Rijeka, Jugoslavien) er en kroatisk tidligere fodboldspiller (forsvarer).
Peršon spillede i løbet af karrieren for adskillige klubber i hjemlandet, hvor han blandt andet repræsenterede HNK Rijeka i sin fødeby samt Dinamo Zagreb og Hajduk Split. Han havde også et ophold i Frankrig hos AS Cannes. For det kroatiske landshold spillede han tre kampe.